# Rezsó

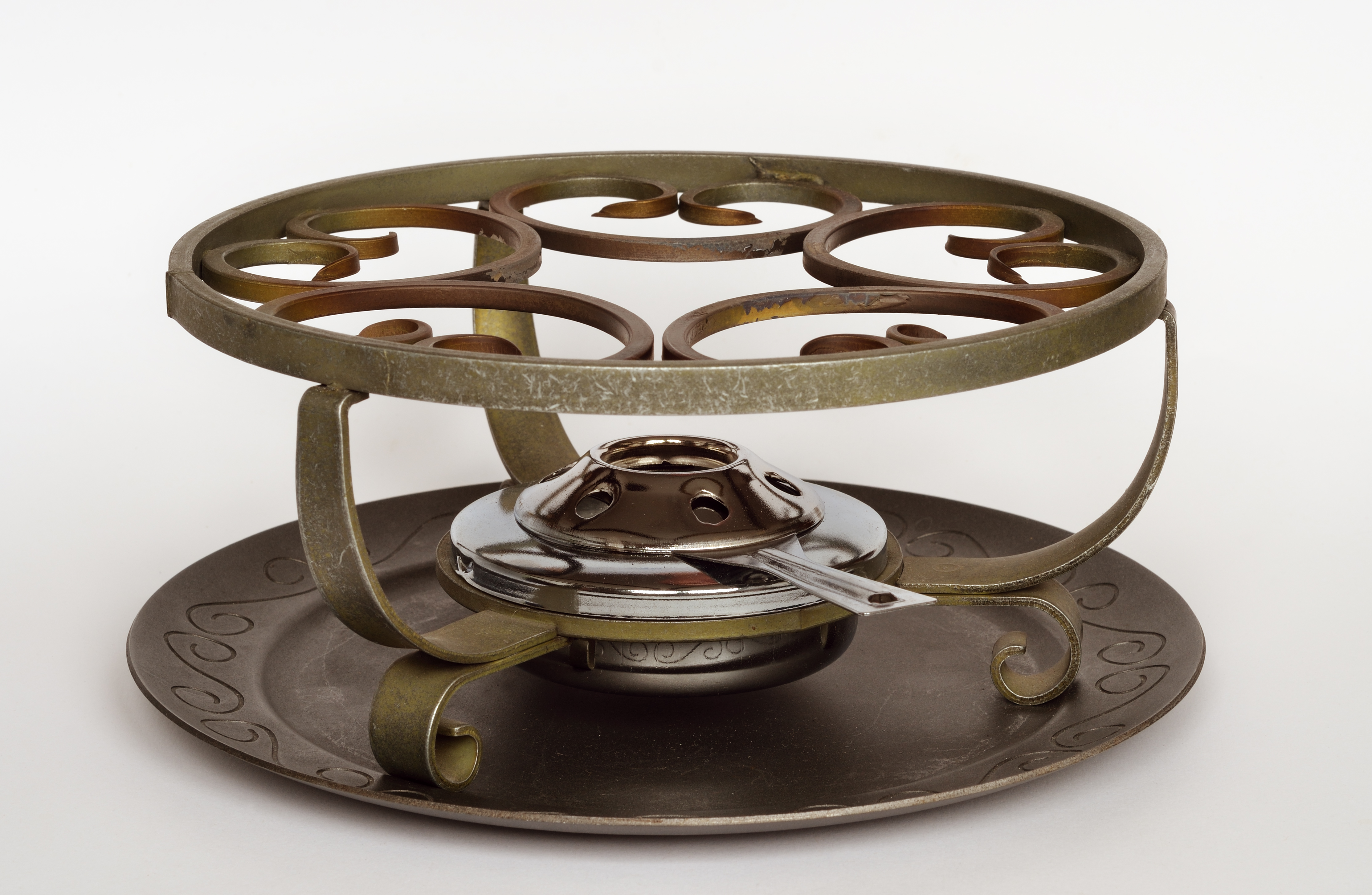
Edénymelegítő rezsó

A rezsó különböző energiaforrásokat hasznosító melegítőkészülékek gyűjtőneve. Általában étel, ital stb. felmelegítésére szolgál. A felhasznált energiától függően beszélünk gázrezsóról, villanyrezsóról stb.

## A szó eredete
A francia réchauffer = újra melegíteni igéből származó szó. 

## Története
Klasszikus formájában az 1800-as évek elején jelent meg: eredetileg nyílt lángot hasznosított. A konyhai felhasználás mellett bizonyos gasztronómiai használati módik is kifejlődtek, pl. a fondue vagy a raclette készítésére alkalmas készülékek. 

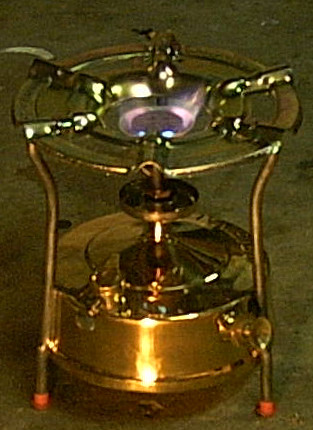
Klasszikus petróleumrezsó